# Parendacustes dohmi
Parendacustes dohmi är en insektsart som beskrevs av Andrej Vasiljevitj Gorochov 2003. Parendacustes dohmi ingår i släktet Parendacustes och familjen syrsor. Inga underarter finns listade i Catalogue of Life.